# Troglophilus fethiyensis
Troglophilus fethiyensis is een rechtvleugelig insect uit de familie grottensprinkhanen (Rhaphidophoridae). De wetenschappelijke naam van deze soort is voor het eerst geldig gepubliceerd in 2012 door Taylan, di Russo, Cobolli & Rampini.